# Анжуш (станція метро)
38°43′36″ пн. ш. 9°8′5.50″ зх. д. / 38.72667° пн. ш. 9.1348611° зх. д.
А́нжуш (порт. Anjos) — станція Лісабонського метрополітену. Стала останньою станцією третьої черги метро у Лісабоні, в Португалії. Знаходиться у центральній частині міста. Розташована на Зеленій лінії (або Каравели), між станціями «Інтенденте» і «Арройуш». Станція берегового типу, мілкого закладення. Введена в експлуатацію 28 вересня 1966 року в рамках пролонгації теперішньої Зеленої лінії метрополітену у північному напрямку. З моменту свого відкриття і до 1972 року була кінцевою станцією теперішньої Зеленої лінії. Розташована в першій зоні, вартість проїзду в межах якої становить 0,75 євро.
Назва станції у буквальному перекладі українською мовою означає «ангели», що пов'язано з її розташуванням на території однойменної муніципальної громади, — Анжуш.

## Опис
За архітектурою і декорацією станція нагадує інші станції третьої черги метро у Лісабоні. Архітектор оригінального проекту — Dinis Gomes, художні роботи виконала — Maria Keil (першопочатковий вигляд станції). У 1982 році станція зазнала реконструкції — в рамках архітектурного проекту Sanchez Jorge було подовжено платформи станції, які змогли приймати по 6 вагонів у кожному напрямку, а також збудовано додатковий вестибюль у північній частині. Автором художніх робіт під час реконструкції став Rogério Ribeiro. Станція має два вестибюлі підземного типу (у південній та північній частинах), що мають чотири виходи на поверхню. На жаль, станція є однією з найдеградованіших станцій у Лісабонському метро, оскільки починаючи з 1982 року ніяких суттєвих робіт по її оновленню проведено не було. На станції заставлено тактильне покриття. 

## Режим роботи[5]
Відправлення першого поїзду відбувається з кінцевих станцій лінії:
- ст. «Кайш-ду-Содре» — 06:30
- ст. «Тельєйраш» — 06:30

Відправлення останнього поїзду відбувається з кінцевих станцій лінії:
- ст. «Кайш-ду-Содре» — 01:00
- ст. «Тельєйраш» — 01:00

## Галерея зображень

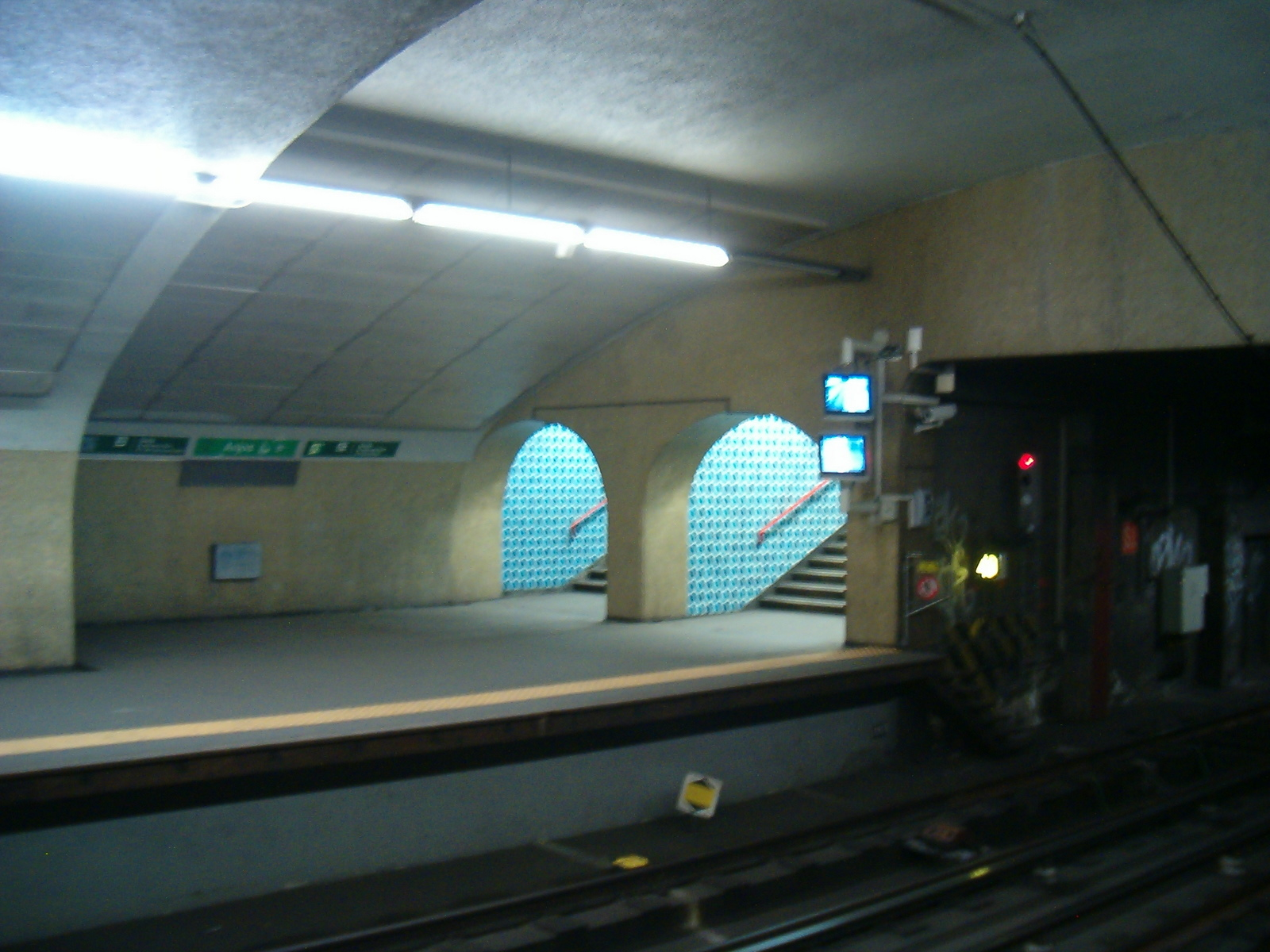
Виходи з посадкової платформи
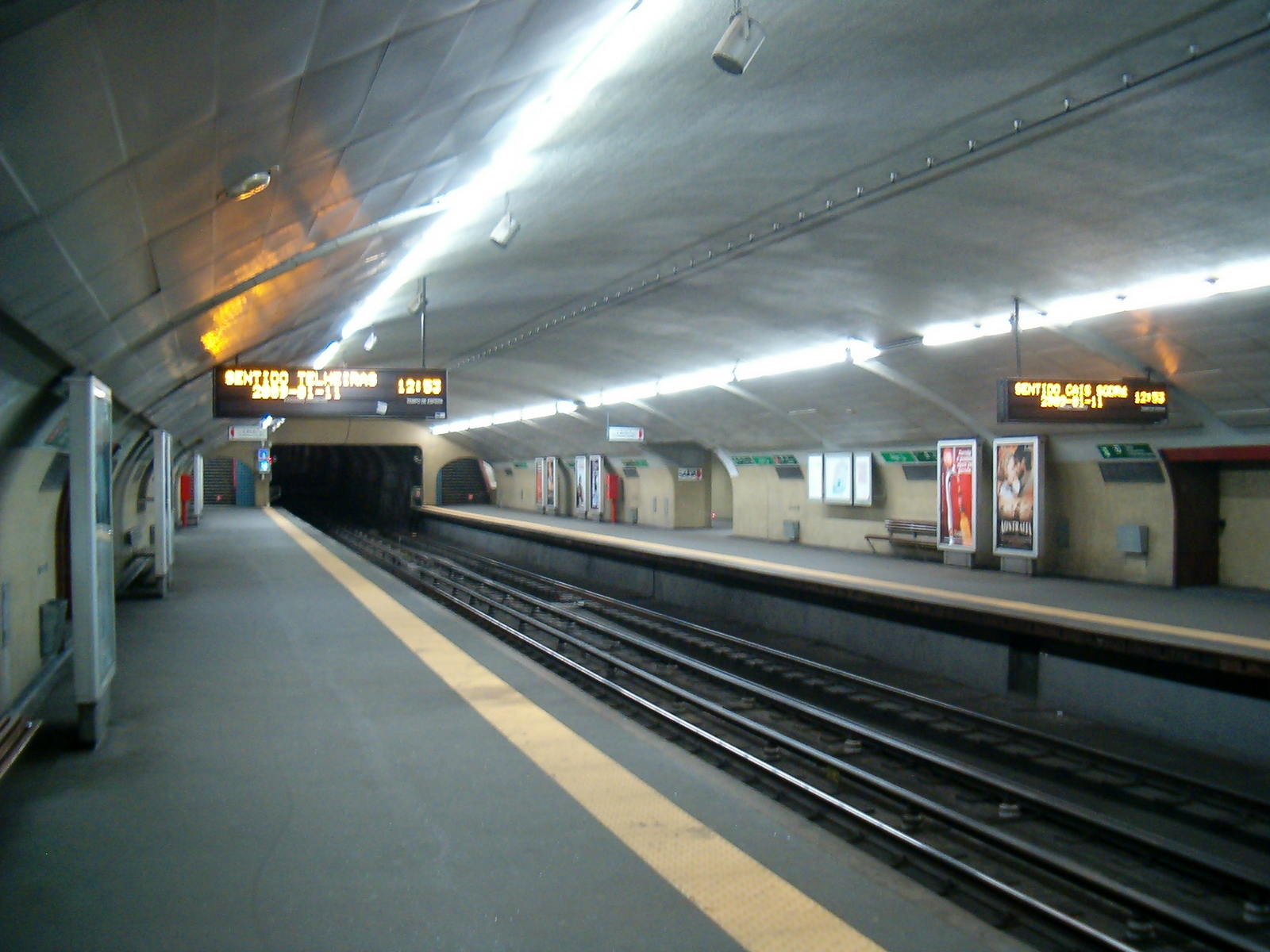
Головна зала і посадкові платформи станції
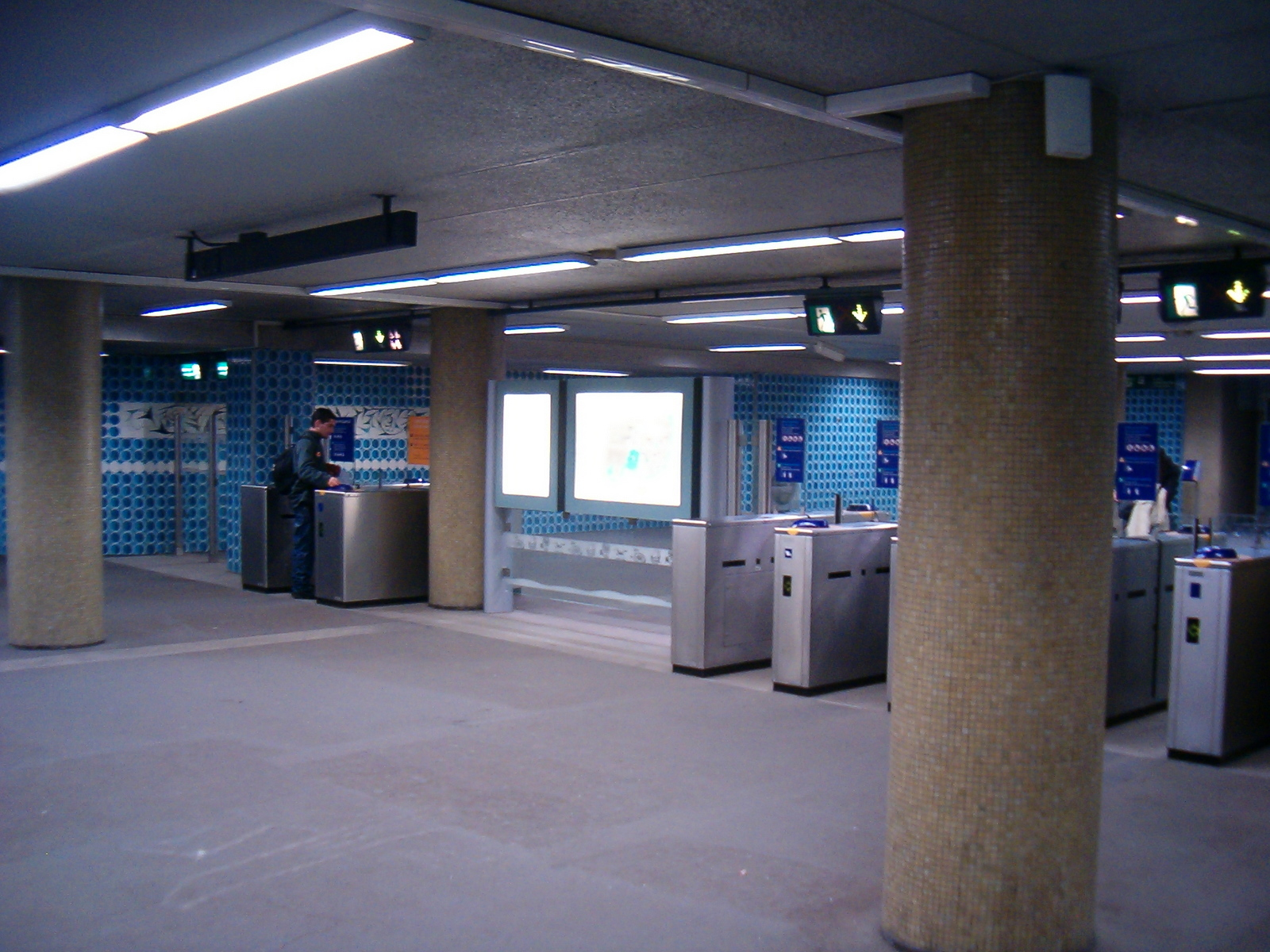
Вестибюльна частина станції
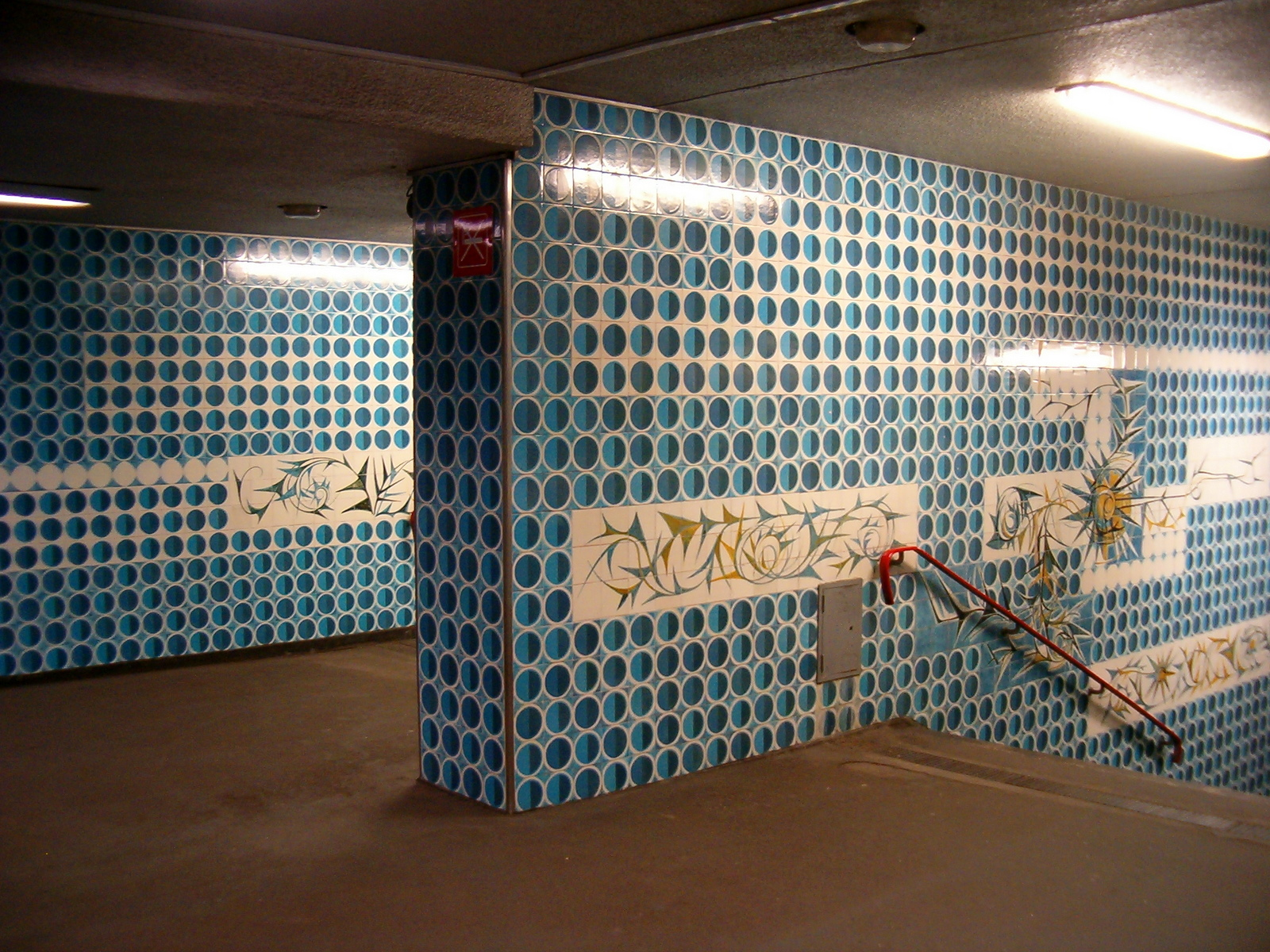
Декорація стін у вестибюлі станції